# Satellite Science Fiction
Satellite Science Fiction је амерички научнофантастични часопис који је објављен од октобра 1956. до априла 1959. године од стране Леа Маргулиеса Риноун Публикејшнс("Renown Publications"). У почетку, Satellite је био мање величине и водио је целокупан роман у сваком броју са неколико кратких прича које су га пратиле. Намера ове политике била је да јој помогне да се такмичи против пресликавања папира, који су заузимали све већи удео на тржишту. Сем Мервин је уредио прва два броја; Маргулиес је преузео када је Мервин отишао, а затим запослио Франк Белкнап Лонг за питање из фебруара 1959. године. Тај проблем је видео формат који мења величину слова, у нади да ће часопис бити истакнутији на киосцима. Експеримент је био неуспешан и Маргулиес је затворио часопис када се се појавили подаци о продаји.
У романе је укључена оригинална верзија првог романа Филипа К. Дика,The Cosmic Puppets, и добро прихваћени рад Аглиса Будриса и Џека Вансеа, иако квалитет није увек био висок. Ajзак Асимов, Артур Ч. Кларк и Л. Спрејг де Камп били су међу онима који су допринели краткој причи. Сем Москојвиц је написао низ чланака о раној историји научне фантастике за Satellite; касније су они били ревидирани као део његове књиге Explorers of the Infinite. Године 1958. Маргулиес је пронашао прву публикацију часописа Х.Г. Велс The Time Machine од 1894. до 1895. и поново је одштампао кратак одломак из њега који је изостављен при сваком наредном штампању.

## Историја публикације
Године 1952. Лео Маргулиес и Х. Лавренс Херберт основали су огромне публикације, које су објавиле Saint Detective Magazine и Fantastic Universe. До 1956. године компанија је била у дуговима, и Маргулиес је продао свој удео у компанији Херберту. Са новцем од продаје основао је реномиране публикације, лансирао  Michael Shayne Mystery Magazine у септембру 1956. године и прво издање Satellite Science Fiction у октобру. Satellite's дистрибутер, ПДС су водили стари пријатељи Маргулиеса. Часопис је почео као двомечник, иако се Маргулиес надао да ће то направити месечно. Први уредник био је Сем Мервин с којим је Маргулиес радио од 1930-их. Маргулиес се надао да ће издати књигу, углед књига, са циљем издавања четири књиге месечно. Један наслов сваког месеца је био научна фантастика; садржај ће бити приказан у Satellite пре него што се појави у облику књиге.
Мервин је отишао након два издања, а Маргулиес је преузео улогу уредника у издању из фебруара 1957. године. У покушају да Satellite буде видљивији на киосцима, Маргулиес је променио формат часописа из мање величине у већу са издањем из фебруара 1959. године, у исто време је предао уредништво Франку Белкнап Лонгу и прешао на месечни распоред. Ово се показало као грешка. Производни трошкови за нови формат били су већи, а подаци о продаји за прво издање у новом формату били су слаби; када је Маргулиес видео цифре, одмах је затворио часопис. Издање из јуна 1959. године је састављено али никада није штампано, иако је неколико доказа из уреда дошло у руке сакупљача. Крај часописа је значио и крај Маргулиесових планова за Риноун Букс("Renown Books").

### Библиографски подаци
| | Јан | Феб | Мар | Апр | Мај | Јун | Јул | Авг | Сеп | Окт | Нов | Дец |
| --- | --- | --- | --- | --- | --- | --- | --- | --- | --- | --- | --- | --- |
| 1956 |     |     |     |     |     |     |     |     |     | 1/1 |     | 1/2 |
| 1957 |     | 1/3 |     | 1/4 |     | 1/5 |     | 1/6 |     | 2/1 |     | 2/2 |
| 1958 |     | 2/3 |     | 2/4 |     | 2/5 |     | 2/6 |     | 3/1 |     | 3/2 |
| 1959 |     | 3/3 | 3/4 | 3/5 | 3/6 |     |     |     |     |     |     |     |
| Питања сателита која приказују бројеве запремине / издања и указују на уреднике: Лео Маргулиес и Франк Белкнап Лонг |     |     |     |     |     |     |     |     |     |     |     |     |

Сателит је пребачен за првих четрнаест издања и претворен у величину слова за последње четири. Одржавала је редован двомесечни распоред све док није прешла на величину слова, када је постајала месечна. Сваки од њих је имао по три дела. Свака од 128 страница је издавала питања, а издања величине писма била су 64 странице. Цена је износила 35 центи. Сем Мервин је уредио прва два броја; наследио га је Лео Маргулиес за остатак пробне вожње. Франк Белкнап Лонг је преузео дужност уредника за четири питања величине слова. Маргулиесова жена, Силвија, била је главни уредник за сва питања, под њеним девојачким именом, Силвија Клајнмен. Издавач за сва издања био је Риноун Публикејшнс("Renown Publications"), који је у потпуности био у власништву Леа Маргулиеса.